# Myndigheten för kvalificerad yrkesutbildning
Myndigheten för kvalificerad yrkesutbildning – KY-myndigheten – var en svensk central förvaltningsmyndighet för kvalificerad yrkesutbildning (KY-utbildning) och sorterade under Utbildningsdepartementet. Myndigheten utövade bland annat tillsyn över KY-utbildningarna. Myndigheten inrättades på hösten 2001, men hade fullt ansvar över KY-utbildningen från 1 januari 2002. Myndigheten för kvalificerad yrkesutbildning upplöstes 2009 och dess ansvar överfördes på Myndigheten för yrkeshögskolan.